# Taijuan Walker
Taijuan Emmanuel Walker (né le 13 août 1992 à Shreveport, Louisiane, États-Unis) est un lanceur droitier des Ligues majeures de baseball jouant avec les Phillies de Philadelphie.

## Carrière

### Mariners de Seattle
Taijuan Walker est un choix de première ronde des Mariners de Seattle en 2010. Il est le 43e athlète choisi au total à cette séance du repêchage amateur du baseball majeur et une sélection que les Mariners obtiennent en compensation de la perte de l'agent libre Adrián Beltré. Il signe un contrat avec les Mariners et reçoit un boni à la signature de 800 000 dollars US. Walker est promis à un bel avenir dans le baseball professionnel, Baseball America le classant deux fois dans sa liste des 100 meilleurs prospects. Il y apparaît en 20e position en 2012 puis en 18e place au début 2013.
Le 8 juillet 2012, Walker lance dans le match des étoiles du futur présenté à Kansas City.
Taijuan Walker fait à 21 ans ses débuts dans le baseball majeur lorsqu'il est lanceur partant des Mariners de Seattle contre les Astros, à Houston le 30 août 2013. Il n'accorde qu'un point non mérité sur deux coups sûrs en cinq manches de travail pour mériter sa première victoire dans les majeures.
Le 24 septembre 2014, au dernier de ses 8 matchs avec les Mariners cette année-là, Walker lance le premier match complet de sa carrière alors qu'il n'accorde qu'un point sur 4 coups sûrs, mais encaisse une défaite de 1-0 aux mains des Blue Jays de Toronto. Après un passage prometteur chez les Mariners en 2014, où il maintient une moyenne de points mérités de 2,61 en 38 manches lancées lors de 5 départs et 3 présences en relève, Walker connaît une année difficile en 2015 alors qu'il intègre la rotation de lanceurs partants. En 29 départs et 169 manches et deux tiers lancées pour Seattle, sa moyenne se chiffre à 4,56 points mérités accordés par partie, malgré une fiche de 11 victoires contre 8 défaites et un match complet.

### Diamondbacks de l'Arizona
Le 23 novembre 2016, les Mariners de Seattle échangent Walker et l'arrêt-court Ketel Marte aux Diamondbacks de l'Arizona contre le joueur de deuxième but et d'arrêt-court Jean Segura, le voltigeur Mitch Haniger et le lanceur gaucher Zac Curtis.

### Phillies de Philadelphie
En décembre 2022, Walker signe avec les Phillies de Philadelphie. 